# 宇宙戰爭
宇宙戰爭是科幻小說、ACG和特攝片之中，存在於太空和不同星球之間，像是地球人對抗外星人，或是人類分陣營相互交戰的戰爭。

## 分類

### 包含全宇宙種族的戰爭
- 星球大战
- 星艦奇航記
- 質量效應
- 群星
- 基地

### 人類在太陽系的戰爭
- 機動戰士鋼彈系列
- 怒月
- 機動戰艦
- 革命機Valvrave
- ALDNOAH.ZERO
- 太空無垠
- 使命召喚：無限戰爭
- 宇宙戰艦提拉米斯

### 人類在恆星系國家或行星國家的戰爭
- 銀河英雄傳說
- 泰坦尼亞
- 星界的紋章
- 沙丘魔堡
- 傳說巨神伊甸王
- 星艦駕駛員
- 星戰前夜
- 萬艦齊發及萬艦齊發2

### 地球人和外星生物的戰爭
- 三體
- 星際大爭霸
- 異鄉異客
- 星際戰爭
- 星艦戰將
- 超時空要塞
- 宇宙戰艦大和號
- 神勇戰士
- 銀河漂流
- 勇往直前
- 星海爭霸
- 無責任艦長
- 魔力女管家
- 終極動員令3
- 最後一戰
- 星之聲
- 銀河機攻隊 莊嚴皇子
- 翠星上的加爾岡緹亞
- 精英：危機四伏
- 復仇者聯盟

### 跨越多元宇宙的戰爭
- 希靈帝國
- 奇異博士2

## 外部連結
《希靈帝國》首發地址：（页面存档备份，存于）
《希靈帝國》介紹:
（页面存档备份，存于）
（页面存档备份，存于）